# Языки Чили
Республика Чили является преимущественно-испаноязычной страной. Другие языки бытуют в туземных и иммигрантских общинах. Всего, по данным журнала «Ethnologue», в Чили насчитывается 9 живых и 7 мёртвых языков.

## Испанский язык
Из 16 000 000 чилийцев — 14 000 000 говорят на чилийском диалекте испанского как на первом языке. Это диалект испанского языка, который иногда бывает труден для понимания говорящих на кастильском испанском. Чилийское произношение более всего похоже на андалузское, лексика же богата многочисленными сленгами-«чилизмами».

## Туземные языки[1][n 1]

### Мапудунгун
Язык племени мапуче (Mapuche), известного также как мапудунгу и арауканы. Мапуче проживают в провинциях Арауко, Катин, Маллеко, Био-Био, Вальдивия и Осорно (имеются тж. диаспоры в Аргентине и США). Общая численность: 600—700 тыс.чел, из которых 200.000 говорят на мапудунгуне. Диалекты:
- Молуче (Мансанеро, Нголуче),
- Пеуэнче,
- Пикунче.

### Кечуа
Чилийский диалект кечуа (Quechuas) насчитывает 8200 носителей, проживающих на высоких равнинах Северо-Востока. Считается, он может быть идентичен южно-боливийскому кечуа или, по крайней мере, имеет взаимопонятность с ним. Другие диалекты:
- Северо-перуанский кечуа,
- Периферийный кечуа,
- Чинчай,
- Южный чинчай.

### Аймара
В Чили насчитывается 19 000 человек, говорящих на Аймара (Aymara). Они проживают, г.обр., в городе Путре и в провинции Арика.

### Рапануйский
Рапануйский язык (Rapa Nui, Pascuenses) — один из полинезийских языков, бытующий на острове Пасхи, расположенном в 3800 км к западу от побережья Чили. Ныне на рапануйском говорят 3400 граждан Чили, из которых 3200 проживают на острове Пасхи и 200 — на материке.

### Уийиче
Племя уийиче насчитывает 17 000 человек и проживает в областях Лос-Риос и Лос-Лагос. В 1982 году на языке уийиче говорили 2000 человек. Поскольку большинство из них были пожилыми людьми, то неизвестно, имеются ли говорящие на уийиче сегодня.

### Кавескар
Кавескар (Kawashkar) — язык огнеземельского племени алакалуфов (Alacalufe), ныне насчитывающего 2620 человек. В 1946 г. на кавескаре говорило не менее 40 человек. Сейчас — 22 (12 проживают в Агилере, 10 — в Пуэрто-Эдене). В связи с табуированием большого количества слов, до сих пор не создано удовлетворительного словаря языка кавескар.

### Ямана
Ямана (Yámana) — язык одноименного огнеземельского племени, ныне насчитывающего 1690 человек. Близок к языку кавескар. В 1946 г. на ямана говорило не менее 60 человек. Сейчас — предположительно, несколько человек в Аргентине; в Чили — только одна Кристина Кальдерон. Многие лингвисты утверждают, что, de facto, язык вымер.

### Она
Язык одноименного огнеземельского племени. В 1946 г. на она говорило не менее 40 человек. К настоящему времени язык вымер.

### Какаучуа
Другие названия — «какачуэ» и «каукауэ». Язык вымер.

### Кунза
Язык одноименного племени, ныне насчитывающего 21 000 человек и проживающего на подступах к пустыне Атакама. В 1949 году на нём ещё говорили, к настоящему времени язык вымер.

## Немецкий язык
Хотя, по оценкам, имеется от 150 000 до 200 000 чилийцев немецкого происхождения, количество говорящих на немецком языке с конца Второй Мировой Войны неуклонно сокращается. В 1980-х годах было подсчитано, что около 35.000 немецких чилийцев говорили по-немецки, но сегодня на нём говорят лишь 20 000, большинство из которых проживает в области Лос-Лагос.

## Чилийский жестовый язык
Согласно обзорному докладу Всемирной федерации глухих по Южной Америке за 2008 год, общее число глухих граждан Чили составляет 66 500. Число тех, кто является учителем чилийского жестового языка, неизвестно, но если это соответствует общей норме одного из четырёх глухих персон, которые выучились жестовому языку, — то число использующих жестовый язык в Чили должно быть около 16 000.